# مصطفی حسینی تفرشی
سید میر مصطفی بن حسین حسینی تفرشی (درگذشته بعد از سال ۱۰۴۴ ق) آقا بزرگ می نویسد او در سال ۱۰۴۴ زنده بوده است.  یکی از اکابر علمای شیعه در قرن یازدهم و از مبرزترین شاگردان شیخ عبدالله تستری و محقق کرکی بوده است.
مرحوم میرزا محمد اردبیلی درباره وی فرموده است: «او سید اجل، جلیل القدر،‌رفیع الشأن عظیم المنزله،‌ فاضل کامل است و مقام وی بالاتر از آن است که بتوان او را توصیف کرد».  مرحوم میرزا عبدالله افندی گفته است: «وی عالم محقق و ثقه و فاضل است» 

## زندگی
تَفْرِشی، مصطفی بن حسین، نویسندۀ کتاب نقد الرجال و عالم رجالی سدۀ 10 و 11ق/16 و 17م. 
نسب تفرشی از طریق حسن افطس، به علی بن حسین می‌رسد . در نوشته‌های تذکره‌نویسان، اطلاعات چندانی دربارۀ زندگانی او در دست نیست؛ جز آنکه خوانساری محتمل دانسته است که وی از عموزادگان میر فیض‌الله عبدالقاهر حسینی تفرشی، فقیه و متکلم رجالی باشد
داماد تفرشی، میرداوود بن اسماعیل هم از علمای شیعه در سدۀ 11ق است  افندی نیز در تذکرۀ عنایت ‌الله قُهبایی، یادآوری نکته‌هایی را در باب مصاحبت وی با تفرشی، به تذکرۀ تفرشی موکول کرده  ، و از عهده برنیامده است  .
تفرشی همواره از سوی علمای دوره‌های بعد برای دقت علمی و دانش فراوان ستایش شده است .
او از بزرگ‌ترین شاگردان ملاعبدالله شوشتری، رجالی مشهور است  . برخی معاصران که از ادامۀ تحصیلات وی نزد ملاعبدالله شوشتری تا سر حد «اجتهاد» سخن گفته‌اند. ، به نظر می‌رسد که میان کسب «اجازۀ روایت» با «اجازۀ اجتهاد» خلط کرده‌اند. در هر حال، در اجازۀ روایتی که شوشتری به تفرشی داده، اگرچه از وی به عنوان فرزند عزیز یاد کرده، و بر تبحر و مهارت او در علوم حدیث تأکید ورزیده  ، سخنی دالّ بر فقه‌دانی او به میان نیاورده است. از اینها گذشته، عمدۀ شاگردان شناخته‌شدۀ ملاعبدالله شوشتری دارای شهرت و تألیفات حدیثی هستند  . از دیگر کسانی که به تفرشی اجازۀ روایت داده‌اند، عبدالعالی بن علی کرکی عاملی است .
همۀ تذکره‌نویسان مشهور متأخر، دربارۀ شاگردان تفرشی مطلبی نقل نکرده‌اند. خوانساری گوید که هیچ مشاهده نکرده است عالمی از علمای حدیث از تفرشی روایت کند  . شرف‌الدین علی شولستانی از تفرشی اجازۀ روایت گرفته، و محمدباقر مجلسی، نقد الرجال تفرشی را به واسطۀ او در اختیار داشته است .
مامقانی تعجب کرده که چرا تاریخ ولادت و درگذشت تفرشی با همۀ شهرتش ضبط نشده، و به ما نرسیده است . گزارشهای اندکی دربارۀ ایام حیات او در دست است. در 1044ق/1634م که ملامراد تفرشی، التعلیقة السجادیة را به پایان برده، تفرشی را با عبارت «ایده الله» دعا کرده که نشان می‌دهد هنوز در قید حیات بوده است .
نظر به آنکه تفرشی خود گزارش می‌کند که عبدالعالی بن علی کرکی (د 993ق/1585م) را درک کرده  ، کتاب نقد الرجال را نیز در 1015ق/1606م به پایان رسانیده  ، و هم آنکه در اجازۀ شوشتری به تفرشی در 1020ق/1611م، با الفاظی در شأن یک جوان از وی یاد شده است ، می‌توان زندگی او را از حدود سالهای دهۀ 980ق/1570م تا حدود سالهای دهۀ 1050ق/1640م دانست.

## استادان
- علامه شیخ عبدالله تستری
- محقق کرکی

## شاگردان
نصیر الدین محمد و ....

## تألیفات
- نقد الرجال

## شرح حال کتاب نقد الرجال
تفرشی نقد الرجال را تنها یکی از تألیفات خود برشمرده است . به هر روی، گزارشی دال بر وجود کتابی دیگر از او در دست نیست. در نقد الرجال به صراحت یادآور شده که عمدۀ محاسن کتابش، دستاوردهای شاگردی ملاعبدالله شوشتری است .  خوانساری با اعتماد به نقلی از سید نعمت‌الله جزایری، شباهت روش نقد الرجال تفرشی را به تألیفی از میر فیض الله عبدالقاهر حسینی تفرشی تا آن حد دانسته است که محتمل می‌داند که او هم از دیگر مشایخ تفرشی باشد.او در نقد الرجال کوشیده است که با نگرشی انتقادی، اقوال و آراء مختلف را در ترتیبی نیکو و عباراتی جامع و کوتاه گرد آورد. . حر عاملی و به تبع او افندی و استرابادی گویند که تفرشی در این کتاب، کمتر به رجال متأخر از شیخ طوسی نظر داشته است .
در برابر، خوانساری  معتقد است که به نسبت دیگر کتابهای رجالی، تفرشی بیشتر به متأخران پرداخته، و حتیٰ به نظر می‌رسد که برخلاف دیگر رجالیان، قصدش جامعیت در ذکر علمای بزرگ متأخر بوده است. تفرشی در مقدمه‌ای که بر کتاب خود نوشته است، منابع خود را در نگارش این کتاب ذکر می‌کند . البته منابع او بیش از آنهاست و بسیاری از آنها را در ضمن کتاب آورده است . بدین ‌طریق، برخی نقلها که از کتب قدما کرده، تنها منبع ما برای دست‌یابی به آن دیدگاههاست . از دیگر مزایای کتاب تفرشی را آن دانسته‌اند که تا سرحد امکان، اقوال علما را بدون تغییر نقل کرده است . نیز از دیگر مزایای کار او، تعرض به مستندات رجالیان در توثیق و تضعیف، برشماردن مشایخ و شاگردان هر راوی، دقت در اختلاف نسخ و کوشش در ضبط صحیح اسامی است . نقد الرجال از همان آغاز نگارش، با استقبال گسترده‌ای در میان علمای حدیث مواجه گشت و حتیٰ برخی از هم‌عصران خود تفرشی در زمان حیاتش بر آن حاشیه زدند .
پس از آن، حاشیه، شرح و تکمله‌هایی بر آن نوشته‌اند که نشان از تداول این کتاب در دوره‌های مختلف دارد. در میان تکمله‌هایی که بر این کتاب نوشته شده است، می‌توان به تکملة الرجال عبدالنبی کاظمی، و در میان حاشیه‌ها، به تعلیقۀ محمدتقی مجلسی اشاره کرد .